# أبو الحسن الأنباري
أبو الحسن محمد بن عمر بن يعقوب الأنباري (؟ - ~375هـ/985م) هو شاعر عاش في العصر العباسي. لا يُعرَف الكثير عن تفاصيل حياته، والمشهور أنَّه كان صديقاً لأبي الطاهر محمد بن بقيَّة، وكان ابن بقيَّة أحد وزراء عز الدولة، ومن المُحرِّضين ضُدَّ عضد الدولة، فلمَّا آل الحكم إلى عضد الدولة أمر بقتل ابن بقيَّة والتمثيل بجسده وصلبه، فرثاه أبو الحسن في قصيدته التائية وهي أبرز قصائده والسبب وراء شهرته. وله قصائد في الزهد وفي الوصف والوعظ.
يُقدِّر عمر فروخ أنَّه تُوفِّي قرابة 375هـ بناءً على المرويات التاريخية حول مقتل ابن بقية ورثائه إياه، وقيل غير ذلك، وقدر خير الدين الزركلي وفاته بعد 390هـ.